# Манучар Цхадая
Манучар Цхадая (груз. მანუჩარ ცხადაია, 19 березня 1985) — грузинський борець греко-римського стилю, олімпійський медаліст, призер чемпіонатів світу та Європи.

## Життєпис
Боротьбою почав займатися з 1996 року. Тренери — Мамука Коршія та Важа Кравеїшвілі.
До 2009 року Манучар Цхадая не виступав на міжнародних змаганнях і був відомий хіба що у Грузії. Але на тогорічному чемпіонаті Європи дебютував дуже вдало, завоювавши бронзову нагороду. Того ж року на чемпіонаті світу виступив ще краще — здобув срібну медаль. У фіналі того турніру Манучар Цхадая у рівній боротьбі поступився азербайджанцю Фаріду Мансурову. На думку самого грузинського борця, його тренерів та інших фахівців цей програш був спричинений суддівською помилкою. Через 2 роки на світовій першості Цхадая повторив цей результат, поступившись на цей раз у фіналі іранському спортсмену Саєду Абдевалі. Наступного року на літніх Олімпійських іграх 2012 року в Лондоні Манучар здобув бронзу. У півфінальному поєдинку він поступився Тамашу Лерінцу з Угорщини, а у сутичці за третє місце переміг німецького борця Френка Стаблера.

## Спортивні результати на міжнародних змаганнях

### Виступи на Олімпіадах
| Змагання                    | Збірна | Вагова категорія                 | Місце  |
| --------------------------- | ------ | -------------------------------- | ------ |
| Літні Олімпійські ігри 2012 | Грузія | греко-римська боротьба, до 66 кг | Бронза |

### Виступи на Чемпіонатах світу
| Змагання                        | Збірна | Вагова категорія                 | Місце  |
| ------------------------------- | ------ | -------------------------------- | ------ |
| Чемпіонат світу з боротьби 2009 | Грузія | греко-римська боротьба, до 66 кг | Срібло |
| Чемпіонат світу з боротьби 2010 | Грузія | греко-римська боротьба, до 66 кг | 23     |
| Чемпіонат світу з боротьби 2011 | Грузія | греко-римська боротьба, до 66 кг | Срібло |

### Виступи на Чемпіонатах Європи
| Змагання                         | Збірна | Вагова категорія                 | Місце  |
| -------------------------------- | ------ | -------------------------------- | ------ |
| Чемпіонат Європи з боротьби 2009 | Грузія | греко-римська боротьба, до 66 кг | Бронза |
| Чемпіонат Європи з боротьби 2012 | Грузія | греко-римська боротьба, до 74 кг | Срібло |
| Чемпіонат Європи з боротьби 2013 | Грузія | греко-римська боротьба, до 66 кг | 5      |
| Чемпіонат Європи з боротьби 2014 | Грузія | греко-римська боротьба, до 71 кг | 16     |

### Виступи на Кубках світу
| Змагання                    | Збірна | Вагова категорія                 | Місце |
| --------------------------- | ------ | -------------------------------- | ----- |
| Кубок світу з боротьби 2010 | Грузія | греко-римська боротьба, до 66 кг | 10    |

### Виступи на інших змаганнях
| Змагання                                         | Збірна | Вагова категорія                 | Місце  |
| ------------------------------------------------ | ------ | -------------------------------- | ------ |
| Золотий Гран-прі з боротьби 2010 (Тбілісі)       | Грузія | греко-римська боротьба, до 66 кг | 20     |
| Золотий Гран-прі з боротьби 2010 (Баку)          | Грузія | греко-римська боротьба, до 66 кг | 11     |
| Турнір Г. Картозія і В. Балавадзе 2011           | Грузія | греко-римська боротьба, до 74 кг | Бронза |
| Золотий Гран-прі з боротьби 2011 (Баку)          | Грузія | греко-римська боротьба, до 74 кг | 12     |
| Кубок Владислава Питласинські 2011               | Грузія | греко-римська боротьба, до 66 кг | 5      |
| Меморіал Олега Караваєва 2011                    | Грузія | греко-римська боротьба, до 74 кг | Бронза |
| Турнір Дана Колова — Николи Петрова 2012         | Грузія | греко-римська боротьба, до 74 кг | Срібло |
| Гран-прі Німеччини з боротьби 2012               | Грузія | греко-римська боротьба, до 74 кг | Срібло |
| Кубок Президента Казахстану з боротьби 2012      | Грузія | греко-римська боротьба, до 74 кг | 14     |
| Золотий Гран-прі з боротьби 2013 (Сомбатгей)     | Грузія | греко-римська боротьба, до 74 кг | Бронза |
| Золотий Гран-прі з боротьби 2013 (Баку)          | Грузія | греко-римська боротьба, до 74 кг | 5      |
| Золотий Гран-прі з боротьби 2014 (Париж)         | Грузія | греко-римська боротьба, до 75 кг | Бронза |
| Золотий Гран-прі з боротьби 2014 (Сомбатгей)     | Грузія | греко-римська боротьба, до 71 кг | Срібло |
| Золотий Гран-прі з боротьби 2014 (Баку)          | Грузія | греко-римська боротьба, до 71 кг | 5      |
| Гран-прі FILA 2015                               | Грузія | греко-римська боротьба, до 75 кг | 5      |
| Міжнародний турнір Любомира Івановича-Гедзи 2015 | Грузія | греко-римська боротьба, до 75 кг | Бронза |
| Кубок Владислава Пітласинські 2015               | Грузія | греко-римська боротьба, до 71 кг | 5      |